# Patronages de l'Algérie française
Vous lisez un « bon article » labellisé en 2012.
Les patronages de l’Algérie française apparaissent dans les institutions religieuses et les paroisses des grandes villes du Nord de l’Algérie au début du XXe siècle. Certains s’affilient déjà avant la première guerre mondiale à la Fédération gymnastique et sportive des patronages de France qui les assure de tout son soutien en organisant son grand concours national à Alger le 14 juin 1930.
Les organisations féminines suivent et dès la fin de la guerre rejoignent rapidement le Rayon sportif féminin qui les prend particulièrement en charge au niveau de la formation des cadres. Parfois antérieure, la diffusion du sport dans le Sud, sous l’égide des Pères blancs, concerne davantage les populations masculines autochtones et s'attache pour les nomades au développement et à l'organisation de leurs activités traditionnelles.

## Contexte général
Le patronage s’inscrit parmi les œuvres catholiques qui apparaissent aux limites des XIXe et XXe siècles dans divers pays d’Europe, attachées dans un premier temps à l’éducation des jeunes gens. Le vocable d'Orel caractérise ces institutions dans les provinces de l'Empire austro-hongrois et le terme de patronage lui-même reste attaché à la francophonie : à la Belgique et plus encore à la France où ces institutions voient le jour à Marseille à la fin du Consulat avec l’abbé Jean-Joseph Allemand puis avec l’abbé Joseph-Marie Timon-David. Ce sont les mêmes congrégations, associées aux salésiens de Don Bosco qui commencent à développer les patronages d'Afrique du Nord au début du XXe siècle.
Ceux-ci fonctionnent sur le modèle européen et visent la formation morale et religieuse de leurs membres à travers les activités physiques et culturelles. Les sources disponibles insistent peu sur les institutions sociales que l'on trouve attachées aux patronages, en France métropolitaine : conférences caritatives, caisses de secours mutuel. On peut émettre l'hypothèse que dans le Sud cette assistance est directement assumée par les missions des Pères blancs et que dans les villes d'Algérie la population des patronages  n'en a pas la nécessité. En effet bien qu'ouvert à tous les publics, l'attachement aux paroisses et institutions catholiques dont ils redoutent le prosélytisme fait obstacle au recrutement des musulmans et les patronages urbains sont surtout fréquentés par les jeunes gens des familles européennes.
En dépit de difficultés administratives, des clubs musulmans autonomes se développent d'ailleurs entre les deux guerres. Ainsi à Geryville, on pratique l'athlétisme, le football et le basket-ball à la Vie au Grand air, association déclarée le 6 décembre 1936. Sur les onze membres du bureau, trois sont musulmans mais la coexistence est laborieuse et deux autres associations apparaissent en 1939 : l’Union sportive geryvilloise, présidée par l’agha Si Larbi Ben Eddine, chevalier de la Légion d’honneur, chef de la zaouïa des Oualed Sidi Cheikh et l’Étoile du Sud, sous la houlette des Pères blancs. La législation du régime de Vichy entraîne leur dissolution le 1er mars 1941 et une association unique est reformée : le Stade gérivyllois dont le supérieur de la mission des Pères blancs reste vice-président.

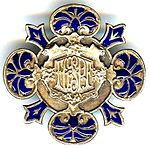
Épinglette de la FGSPF.

Le rôle des patronages dans le développement initial du sport algérien n'est pas négligeable. En effet l'Union des sociétés françaises de sports athlétiques (USFSA) n'a pas, jusqu'en 1914, une politique d'expansion coloniale "agressive" et après sa disparition entre 1919 et 1920 les fédérations spécialisées sont surtout préoccupées par leur structuration jusqu'à la déclaration de guerre ; à partir de 1947 la détérioration du climat socio-politique local freine tout nouveau développement. Ce sont donc essentiellement l'Union des sociétés de gymnastique de France (USGF) — dont deux des plus grands champions, Marco Torrès et Joseph Martinez, sont originaires d'Algérie — et la Fédération gymnastique et sportive des patronages de France (FGSPF) qui marquent le développement du sport algérien à l’époque coloniale, la première en tant qu'alliée historique de l'Armée de la Troisième République et la seconde derrière les missionnaires. Si leurs associations sont réputées surtout "gymniques", leur caractère encore très pluridisciplinaire n'est pas un obstacle au développement en leur sein des autres sports y compris collectifs : basketball (voir Spartiates d'Oran) et football au prix parfois d'une double affiliation. Créé en 1930 au sein du patronage des salésiens la Joyeuse Union Sportive d'Oran domine avec les Spartiates d’Eckmulh le basket-ball algérien tout en participant à l’éclosion du handball, du volley et du tennis de table.
La concurrence entre USGF et FGSPF est cependant bien réelle et se cristallise en 1930 où les deux fédérations organisent chacune à Alger leur championnat fédéral à quelques semaines d'écart pour célébrer le 100e anniversaire de la conquête de l'Algérie. Si l'USGF passe en premier, les patronages de la FGSPF obtiennent de commencer leur championnat précisément le jour anniversaire du débarquement de Sidi-Ferruch.

## Patronages masculins

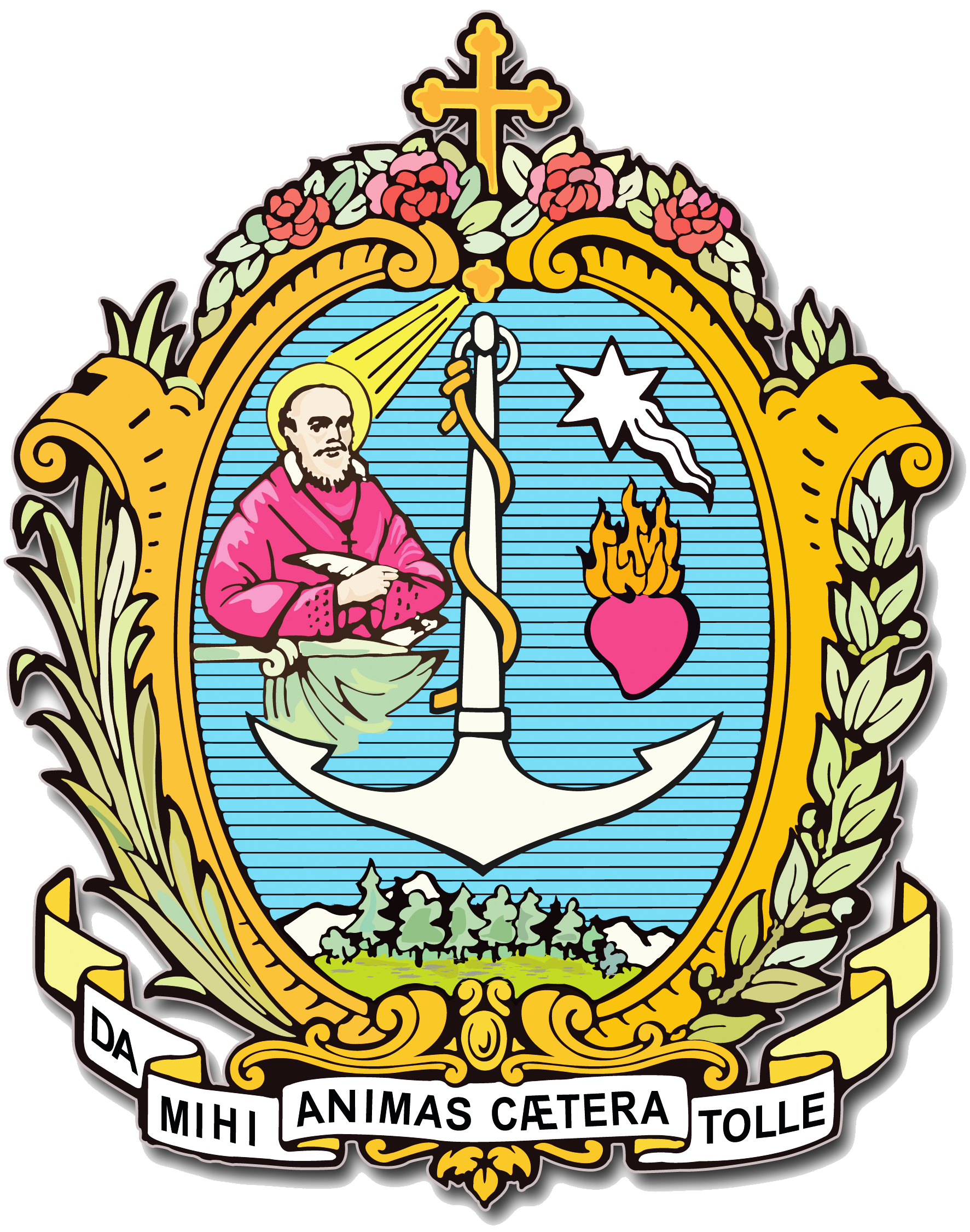
Armoiries des salésiens de saint Jean Bosco.

Dès 1905, un premier établissement est fondé par les timoniens à Oran. À leur instigation et celle des salésiens, les patronages sportifs apparaissent aussi à Alger en 1913 : le patronage Sainte-Croix, qui se consacre déjà à la jeunesse ouvrière, le patronage Saint-Joseph d'Hussein Dey et l’Avenir d'El Biar. Aussitôt affiliés à la FGSPF, ils concernent surtout la jeunesse européenne. Comme en métropole, ils visent la formation morale et la préparation militaire et se structurent en unions régionales. La FGSPF enregistre à son congrès de 1912 les prémices d’unions régionales en Tunisie et en Algérie. Ceux-ci se concrétisent l'année suivante : l' Union oranaise est créée la première en novembre 1913, par l’abbé Koëger. Les religieux sont souvent plus représentés dans les structures régionales qu'en métropole mais les laïcs, dont des femmes, sont également bien présents. En 1946, présidée par le chanoine Fabre avec l’abbé Jean, curé de Lourmel, comme secrétaire général, l' Union régionale d'Oran a pour vice-président M. Perisson alors que M. Fonclair en est le trésorier général. La même année, l'Union régionale d’Alger est présidée par M. Eugène Simon.
Le développement des associations se poursuit après la Première Guerre mondiale : en 1924, l'Union régionale de la province d’Alger recense six associations puis neuf en 1928. Depuis la métropole, la FGSPF suit et soutient cette croissance avec intérêt et, à l’appel de Mgr Leynaud, archevêque d’Alger, 70 associations venues d’Alsace, d'Aquitaine, des Bouches-du-Rhône, de la Seine, du Rhône, du Nord et du Maine-et-Loire passent la Méditerranée avec 3 000 gymnastes et 500 musiciens pour participer, le 14 juin 1930 — date anniversaire du débarquement de Sidi-Ferruch — à un grand concours fédéral pour célébrer le centenaire de l’Algérie française,.

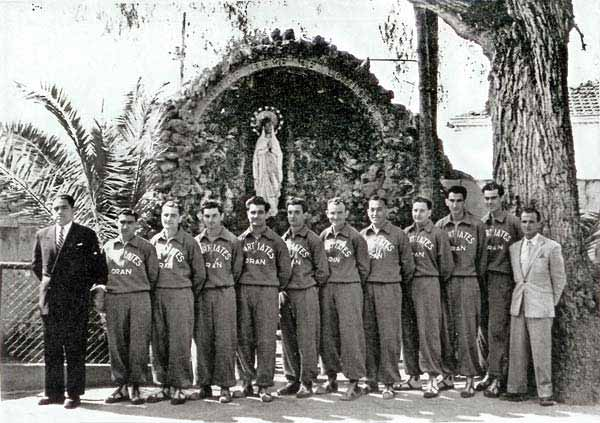
Les Spartiates d'Oran dans la cour du patronage don Bosco d’Eckmülh.

Malgré la crise économique, trois bateaux spéciaux partent de Marseille : le Lamoricière, le duc d'Aumale et l'Espagne. À bord du second se trouvent François Hébrard, Armand Thibaudeau et M. Gaston Simounet représentant officiel du sous-secrétaire d'État à l'éducation physique. La Ganda de Gand (Belgique) complète les effectifs, rejoints sur place par sept sociétés d’Alger, une de Tunis et les Spartiates d'Oran. Après les compétitions, qui consacrent l’Avant-Garde de Saint-Denis et Robert Hérold, une réception a lieu chez le gouverneur général, Pierre-Louis Bordes, puis un dépôt de deux gerbes au monument aux morts : l’une par la FGSPF, l’autre par l'Alsace catholique reconnaissante, qui a déplacé onze associations, suivie de près par la Lorraine avec huit. Ensuite, un déplacement est organisé à Sidi-Ferruch, où Mgr Leynaud pose la première pierre de l'église de cette localité : deux trains spéciaux et dix-huit autocars assurent le transfert. Les bateaux sont de retour à Marseille le mercredi 18, après la visite d’Alger et des gorges de la Chiffa et Tipaza. En 1931, Alger compte encore une association supplémentaire.
Certains patronages algériens font preuve d’anticipation dans des domaines où la FGSPF ne s'est pas encore prononcée en métropole. Dès 1931, la Saint-Philippe d'Alger — fondée en 1922 et déclarée sous le no 921 le 24 avril 1922, parution au Journal officiel no 124 du 7 mai 1922 — où l’on pratique sport, gymnastique et préparation militaire, accepte les féminines qui peuvent également être membres du bureau. Cependant, tous les adhérents doivent être majeurs, français et jouir de leurs droits civils et politiques, car la loi de 1901 renvoie alors au statut peu enviable d'association étrangère toute association dont un seul administrateur est étranger.
D'autres atteignent l'excellence sportive. En 1929, les Spartiates d’Eckmülh sont créés par le père Bailly, au sein du patronage don Bosco fondé, dès janvier 1893, par les salésiens. Cette association, plus connue sous le nom de Spartiates d’Oran, devient vite le plus grand club de basket d’Algérie, fournissant des joueurs à l’équipe de France. En 1936, ses équipes remportent tous les titres d'Oranie et l’équipe première est championne d’Algérie. Après la Seconde Guerre mondiale, les Spartiates d’Oran, champions d'Afrique du Nord 1948-1949, battent l’équipe de France militaire de 22 points puis l'Association sportive de Villeurbanne Éveil lyonnais (ASVEL) championne de France 1949 ; le 11 juin 1949, ils sont sacrés champions de l’Union française. Grâce à eux, Oran devient la capitale du basket nord-africain. Après l'indépendance, cette association de basket et de gymnastique poursuit ses activités.

## Patronages féminins

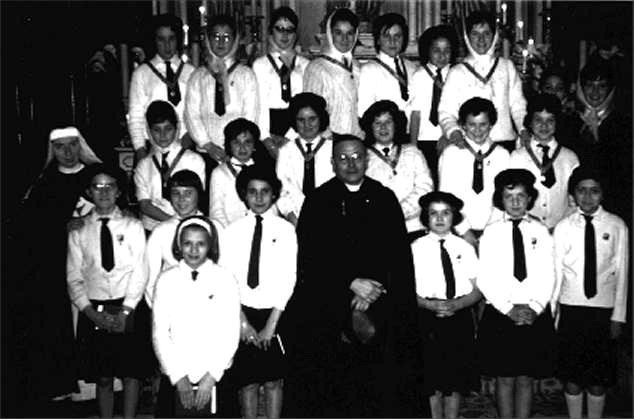
Les patronages féminins en Algérie : chorale de jeunes filles à Mascara en 1961.

Après la Grande Guerre, les religieuses sont à l'origine de la création d'associations sportives féminines en Algérie. Les Libellules de la Redoute apparaissent à Birmandreis dès 1926 mais les associations connaissent surtout une extension à la veille de la Seconde Guerre mondiale : en 1938 à Oran, les Mouettes oranaises et, l'année suivante à Alger, les Hirondelles de Notre-Dame d’Afrique, les Mouettes d'Alger, les Mimosas du champ de manœuvre, les Marguerites de Mustapha, les Capucines de Belcourt, les Glycines de Mustapha, les Coquelicots de Mustapha, le Rayon sportif féminin algérien, les Bleuets d’Alger, les Boutons d’Or de Kouba, les Bruyères d’Hussein Dey et les Cyclamens de Bab El Oued. Le premier concours du Rayon algérien a lieu à Alger le 25 avril 1937. À cette occasion les Violettes de Saint-Vincent remportent le drapeau béni par Mgr Leynaud, archevêque d’Alger.
Toutes ces associations sont affiliées au Rayon sportif féminin (RSF) — organisme qui leur est spécifiquement dédié en métropole — fondé en 1919 par les filles de la Charité et dont les comités régionaux d'outre-mer apparaissent en 1937 à l'instigation de Marie-Thérèse Eyquem puis à la Fédération nationale d’éducation physique féminine (pendant de la FGSPF) qui lui succède  à partir de novembre 1937. Les sports pratiqués sont, outre la gymnastique : le basket-ball, le volley-ball, la balle au camp, la natation, le canotage et le cyclotourisme. Dans chaque diocèse, l'aumônier assure la formation spirituelle des monitrices qui reste l'apanage du clergé et des directeurs des œuvres. Le RSF insiste sur l'obligation, pour les dirigeantes et les monitrices, d'être catholiques pratiquantes ; dans la revue fédérale Les Jeunes du 15 janvier 1939, on peut lire : « Il ne s’agit pas de les faire entrer à l'église, mais de mettre l'Église dans leur vie ».
À l'instar des masculins, les unions régionales du RSF organisent de grands concours placés sous l'autorité des plus hautes personnalités de la colonie, avec prière à Jeanne d’Arc et lever des couleurs. Elles assurent des sessions diocésaines de formation de cadres ; le premier stage de monitrices du diocèse d'Oran, le 14 septembre 1942, sous la direction de Mlle Daumas, fournit ainsi des monitrices pour l'enseignement de l’éducation physique dans les écoles libres et l'encadrement des patronages paroissiaux. Elles bénéficient, à ce titre, de l'appui et du contrôle des cadres métropolitains dont Eugénie Duisit — secrétaire générale-adjointe de la FGSPF — en mission à partir du 30 octobre 1942 et qui rejoint les forces de la France libre dès leur débarquement à l'automne 1942.
Les musulmanes, qui pratiquent dans les patronages restent rares mais leur présence s'intensifie avec la guerre de libération ; parmi elles, on peut signaler Nini Derdéche de Philippeville, vice-championne de France toutes catégories de cross-country en 1956 et, la même année, Lila Khelif d’Alger, championne d’Algérie junior du 800 mètres, du lancer du poids et du javelot. La plupart des patronages féminins, trop longtemps réservés aux Européennes, disparaissent avec l’indépendance.

## Territoires du Sud

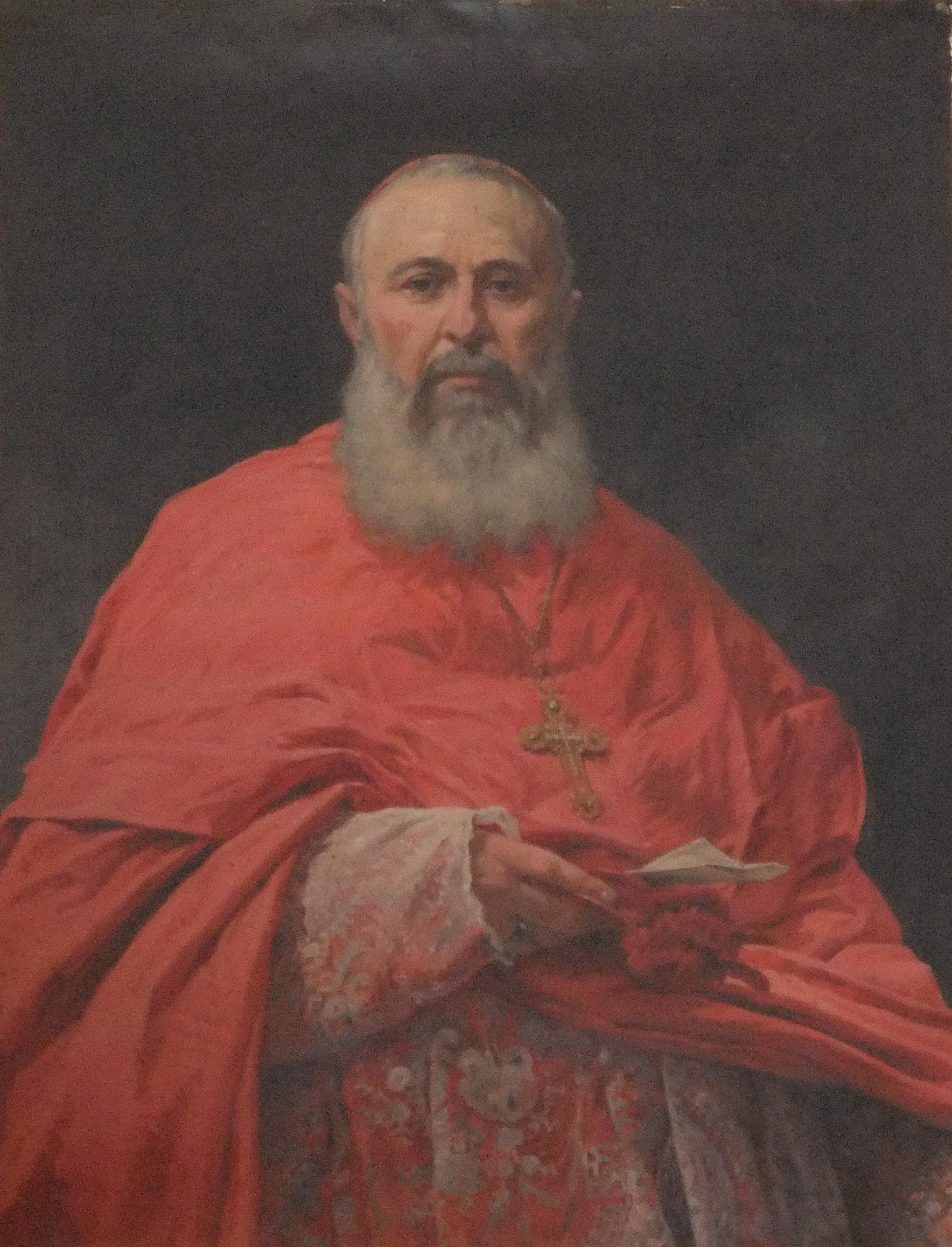
Charles Lavigerie, archevêque d’Alger, fondateur en 1868 de l’ordre des Pères blancs ou Missionnaires d’Afrique.

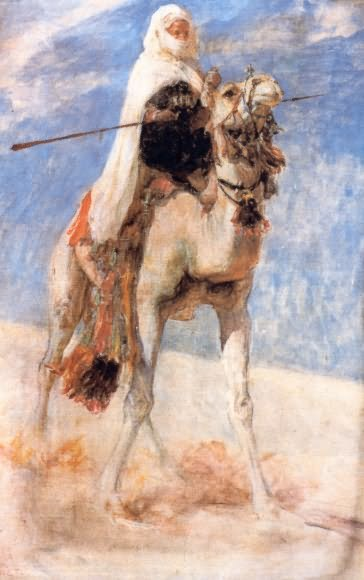
Méhariste par Étienne Dinet (1861–1929).

Si, dès 1902, le Nord est constitué en trois départements français d’Algérie (Alger, Oran et Constantine), le Sud algérien reste divisé en quatre territoires sous administration militaire : Ghardaïa, Aïn Sefra, Touggourt et les Oasis, jusqu’au statut du 20 septembre 1947 qui les assimile aux départements. Jusque-là, la Légion étrangère, les bataillons d’Afrique et les compagnies méharistes sahariennes y introduisent les activités sportives en faisant construire, par les indigènes, des courts de tennis qui s'ajoutent à ceux des grands hôtels. Toutefois, la diffusion du sport auprès de la population locale par leur intermédiaire reste restreinte et celle-ci relève surtout d’une autre institution dont les liens avec l'autorité militaire restent cependant le plus souvent très étroits et complémentaires.
Le cardinal Charles Lavigerie, professeur d’histoire ecclésiastique à la Sorbonne de 1854 à 1856 puis évêque de Nancy en 1863, est nommé évêque d'Alger en 1867,. Sa gestion remarquable de l'épidémie de choléra qui y sévit alors lui vaut une grande popularité auprès de la population musulmane. Nommé par le pape Pie IX, primat d'Afrique et délégué apostolique du Sahara et du Soudan en 1884, il fonde, à cette fin, la Société missionnaire des Pères blancs, missionnée vers les tribus du M’Zab pour y soigner les malades, évangéliser et scolariser les enfants. La création d'associations sportives, à côté des dispensaires et des écoles, facilite les contacts quotidiens avec les jeunes et, dès 1884, les Pères blancs jouent déjà un rôle dans la diffusion du sport auprès des populations locales de Kabylie, puis du Sud.
Les religieux, associés aux autorités militaires, organisent des courses de méhara, dromadaires de monte, utilisés par les méharistes et les touaregs lors de méharées. C'est un animal de selle, adapté aux razzias et à la course, dont le berceau d'origine est l'Algérie. Mgr Lavigerie institue, dès 1890, la grande course annuelle Touggourt-Biskra, de 220 kilomètres, dotée d'un premier prix de 1 000 francs. En 1934, le succès constant entraîne une réglementation officielle des paris qui accompagnent l'évènement ; la circulaire no 7262, émanant du gouverneur général Jules Carde et promulguée le 30 juin 1934, précise que le règlement du pari mutuel du 31 mars 1898 — concernant les courses de chevaux — et ses modifications particulières pour l'Algérie sont applicables aux courses d'ânes et de méhara.
Comme dans les villes du Nord, le sport traditionnel connaît aussi un développement institutionnel important entre les deux guerres. En 1928, l' Union sportive et de préparation militaire de Laghouat, créée le 23 juin et agréée le 8 mars 1929 sous le no 13.202, se propose de réaliser l'union des éléments français, israélites et arabes de la localité. Sur les douze membres du conseil d'administration, quatre sont musulmans. Après 1941, la préparation militaire étant supprimée, elle devient l'Union sportive de Laghouat (USL). La Société sportive saharienne (SSS) apparaît au Journal officiel du 15 novembre 1938. Son président est le révérend Lethielleux, supérieur des Pères blancs. Elle compte deux équipes de basket, deux de football et quarante postulants en pupilles.
Grâce aux Pères blancs et aux militaires, le sport implanté, surtout pour les Européens, dans les villes du Nord concerne aussi les sahraouis du Sud. La population sédentarisée accède à la pratique sportive principalement à travers le football, les nomades bédouins restant attachés aux activités physiques traditionnelles bien prises en compte et organisées par les autorités.

## Après l'indépendance
Ce travail se limite aux patronages de l'Algérie française car les études publiées manquent trop pour apprécier l'évolution de la situation au-delà de cette période. Notons cependant que, dès 1962, l'indépendance entraîne des fermetures volontaires d'associations accompagnées, parfois, de démarches symboliques fortes. Ainsi le 1er juillet 1962 à Troyes (Aube), lors des championnats fédéraux de gymnastique masculine et de musique de la Fédération sportive de France (FSF) — future Fédération sportive et culturelle de France (FSCF) —, un jeune gymnaste représentant des Unions d'Algérie vient symboliquement confier définitivement au président fédéral, maître Gilbert Olivier, le drapeau de l'Association sportive catholique de Philippeville conformément à la décision prise lors de l'assemblée de dissolution de ce patronage. A contrario, d'autres, cependant, ne renoncent pas.
L' Olympique du Petit Séminaire d'Alger est la dernière association sportive catholique créée en Algérie sous l'insurrection et enregistrée au Journal officiel no 167 du 22 juillet 1959. Tous ses responsables appartiennent à l'élite sociale locale, un seul étant membre du clergé. On y pratique la gymnastique, le tir, la préparation militaire, les sports, le chant choral et on y organise des séances récréatives et des colonies et camps de vacances. Les statuts précisent bien que les étrangers n'y sont pas admis. Après l'indépendance, ceux-ci sont modifiés le 27 janvier 1963. La préparation militaire disparaît et l'association devient l'Olympique de Saint-Eugène, moins marquée religieusement mais dont les membres restent obligatoirement français. Néanmoins, l'association disparaît en 1967. Outre les difficultés locales, le positionnement de la hiérarchie catholique française à l'égard des patronages métropolitains, en application du Concile Vatican II à partir de 1965, a peut-être eu des répercussions sur les patronages algériens qui avaient survécu jusque-là.